# Omobranchus obliquus
Omobranchus obliquus är en fiskart som först beskrevs av Garman, 1903.  Omobranchus obliquus ingår i släktet Omobranchus och familjen Blenniidae. Inga underarter finns listade i Catalogue of Life.